# كوه بادو (حومة لنجة)
کوه بادو (بالفارسية: کوه بدو) هي قرية تقع في إيران في مهران. يقدر عدد سكانها بـ 248 نسمة .